# Абдіель Аярса
Абдіель Аярса (ісп. Abdiel Ayarza, нар. 12 вересня 1992, Колон) — панамський футболіст, півзахисник болівійського клубу «Зе Стронгест» та національної збірної Панами. Виступав також за низку панамських і закордонних клубів.

## Клубна кар'єра
У професійному футболі Абдіель Аярса дебютував 2016 року виступами за команду «Санта-Хема», в якій грав до 2018 року, після чого перейшов до команди «Індепендьєнте» (Ла-Чоррера). У кінці 2019 року футболіст перейшов до перуанської команди «Сьєнсіано». У 2022—2023 роках панамський футболіст грав за інший перуанський клуб «Куско».
У 2024 році Абдіель Аярса спочатку повернувся до клубу «Сьєнсіано», проте за півроку на короткий час повернувся на батьківщину до клубу «Індепендьєнте» (Ла-Чоррера), після чого перейшов до болівійського клубу «Зе Стронгест».

## Виступи за збірні
У 2019 році Абдіель Аярса залучався до складу молодіжної збірної Панами. На молодіжному рівні зіграв у 4 офіційних матчах, забив 1 гол. У тому ж році Аярса дебютував у складі національної збірної Панами. У складі збірної був учасником розіграшу Золотого кубка КОНКАКАФ 2021 року у США, розіграшу Кубка Америки 2024 року у США. Станом на листопад 2024 року зіграв у складі національної збірної 23 матчі, в яких відзначився 3 забитими м'ячами.